# Sigma Cassiopeiae
Sigma Cassiopeiae (8 Cassiopeiae) é uma estrela na direção da constelação de Cassiopeia. Possui uma ascensão reta de 23h 59m 00.53s e uma declinação de +55° 45′ 17.8″. Sua magnitude aparente é igual a 4.88. Considerando sua distância de 1523 anos-luz em relação à Terra, sua magnitude absoluta é igual a −3.47. Pertence à classe espectral B1V....